# بلانكا فيشر
بلانكا فيشر (بالإسبانية: Blanca Vischer)‏ هي ممثلة غواتيمالية، ولدت في 5 يناير 1915 بكويتزالتنانغو في غواتيمالا، وتوفيت في 24 نوفمبر 1969 بلوس أنجلوس في الولايات المتحدة.

## وصلات خارجية
- بلانكا فيشر على موقع IMDb (الإنجليزية)
- بلانكا فيشر على موقع أول موفي (الإنجليزية)
- بلانكا فيشر على موقع قاعدة بيانات الأفلام السويدية (السويدية)
- بلانكا فيشر على موقع قاعدة بيانات الفيلم (الإنجليزية)
- بلانكا فيشر على موقع كينوبويسك (الروسية)